# دلاگنوو
دلاگنوو (به بلغاری: Dlagnevo) یک منطقهٔ مسکونی در بلغارستان است که در شهرستان دیمیترووگراد واقع شده‌است.